# De kruisdraging van Christus met de ontmoeting met de H. Veronica
De kruisdraging van Christus met de ontmoeting met de H. Veronica is een schilderij van Catharina van Hemessen.

## Voorstelling
Het stelt de kruisdraging van Christus voor vlak buiten de stadsmuren van Jeruzalem. Christus is omringd door talloze soldaten. Hij wordt bij het dragen van het kruis geholpen door Simon van Cyrene die achter hem loopt. In de stoet bevinden zich ook Maria en Johannes. Linksonder is de heilige Veronica afgebeeld, die knielend de doek terugkrijgt die ze aan Christus gaf om het zweet en bloed van zijn gezicht te vegen en waarop het gelaat van Christus op miraculeuze wijze werd ingeprent.

## Toeschrijving
Het schilderij is linksboven in het Latijn gesigneerd ‘CATHARINA DE / HEMESSEN / PINGEBAT’ (Catharina de Hemessen heeft [dit] geschilderd).

## Herkomst
Het werk is afkomstig uit het Redemptoristenklooster in Bergen.